# Lola Kreutzberg
Lola Kreutzberg, geboren als Caroline Sophia Auguste Kreutzberg, (* 2. August 1887 in Nürschan, Österreich-Ungarn; † 25. März 1966 in Positano, Italien) war eine deutsche Journalistin, Forschungsreisende sowie Dokumentarfilmproduzentin und -regisseurin.

## Leben und Wirken
Lola Kreutzberg hatte in jungen Jahren als Journalistin gearbeitet, ehe sie 1926 zum Film stieß. Sie unternahm seitdem zahlreiche Forschungsreisen, die sie auf mehrere Kontinente führte und über die sie vor allem in den 1920er und 1930er Jahren mehrere Bücher veröffentlichte. Vor Ort stellte die gebürtige Böhmin Dokumentar-, Reise- und Naturfilme über Land und Leute, Flora und Fauna her. Diese Filme, die sie anfänglich inszenierte, wurden von ihrer eigenen Produktionsfirma, der Berliner Lola Kreutzberg-Film GmbH produziert und herausgebracht.
Bereits ihre erste eigene Produktion, die in Indien entstandene Geschichte um einen Elefantentreiber und seine Familie Nuri, der Elefant erwies sich als großer Publikumserfolg und wurde sogar 1941 in einer neu geschnittenen Tonfilmfassung unter dem neuen Titel Krischna erneut in die Kinos gebracht. Auch das Gros der anderen Kreutzberg-Produktionen, zumeist Kurzfilme, entstandenen in Indien und Indonesien (vor allem auf der Insel Bali). Die seit 1933 regierenden Nationalsozialisten missbilligten die Unabhängigkeit Kreutzbergs und verhinderten weitere Expeditionen der Wahl-Berlinerin. Schließlich eröffnete Lola Kreutzberg in Berlin ihr eigenes Kino, das jedoch 1943 bei einem schweren Bombenangriff der Alliierten zerstört wurde. Nach 1945 lebte Lola Kreutzberg weiterhin in Berlin (Berlin W 30) bzw. in Italien, wo sie auch verstarb.

## Filmografie
als Dokumentarkurzfilmproduzentin, wenn nicht anders angegeben
- 1926: Wunderland Bali (nur Regie)
- 1927: Allerlei Volksbelustigungen (nur Regie, Drehbuch, Kamera)
- 1927: Indonesische Tropenkultur (nur Regie, Drehbuch, Kamera)
- 1928: Nuri, der Elefant (abendfüllender Film, auch Co-Drehbuch)
- 1928: Interessante Tiere
- 1928: Der Ring der Bajadere (abendfüllender Spielfilm, auch Koregie)
- 1929: Der Rochen
- 1929: Die Kokosnuß und ihre Verwendung
- 1929: Chamäleon
- 1929: Tiere, die sich in den Sand vergraben
- 1929: Der Kuckuck
- 1929: Indischer Sport
- 1929: Der Flughund
- 1930: Einsiedlerkrebse
- 1930: Eigenartige Fische
- 1930: Der Tanz ins Glück (abendfüllender Spielfilm)
- 1930: Schönheit im Sande
- 1930: Das Leben der Quallen
- 1930: Von Affen und Bärenkindern
- 1930: Von Krabben und Seesternen
- 1930: Mimikry am Meeresgrunde
- 1930: Eine Mittelmeerreise
- 1930: Seerosen
- 1930: Possierliche Tiere
- 1930: Symbiose im Meer
- 1930: Junge Affen
- 1930: Tänze auf Bali
- 1930: Seltsame Totenfeier
- 1930: Mit dem Auto durch Britisch-Indien
- 1931: Hurra -- ein Junge! (abendfüllender Spielfilm)
- 1932: Indische Sportsleute
- 1932: Der Tanz der Todesgöttin
- 1932: Volksfest auf Bali
- 1932: Wunderheilung durch Kindertrance
- 1932: Tiermahlzeiten
- 1932: Zwist im Tierreich
- 1932: Asiatische Maskenkunst
- 1938: Der Spieler (abendfüllender Spielfilm, nur Produktionsleitung)
- 1941: Tier und Mensch im Zoo (nur Regie)

## Einzelnachweis
1. ↑  laut filmportal.de. Eine andere Quelle nennt das Jahr 1891

| Personendaten    | Personendaten                                                                              |
| ---------------- | ------------------------------------------------------------------------------------------ |
| NAME             | Kreutzberg, Lola                                                                           |
| ALTERNATIVNAMEN  | Kreutzberg, Caroline Sophia Auguste (Geburtsname)                                          |
| KURZBESCHREIBUNG | deutsche Journalistin, Forschungsreisende sowie Dokumentarfilmproduzentin und -regisseurin |
| GEBURTSDATUM     | 2. August 1887                                                                             |
| GEBURTSORT       | Nürschan, Österreich-Ungarn                                                                |
| STERBEDATUM      | 25. März 1966                                                                              |
| STERBEORT        | Positano, Italien                                                                          |